# 소니아 리키엘

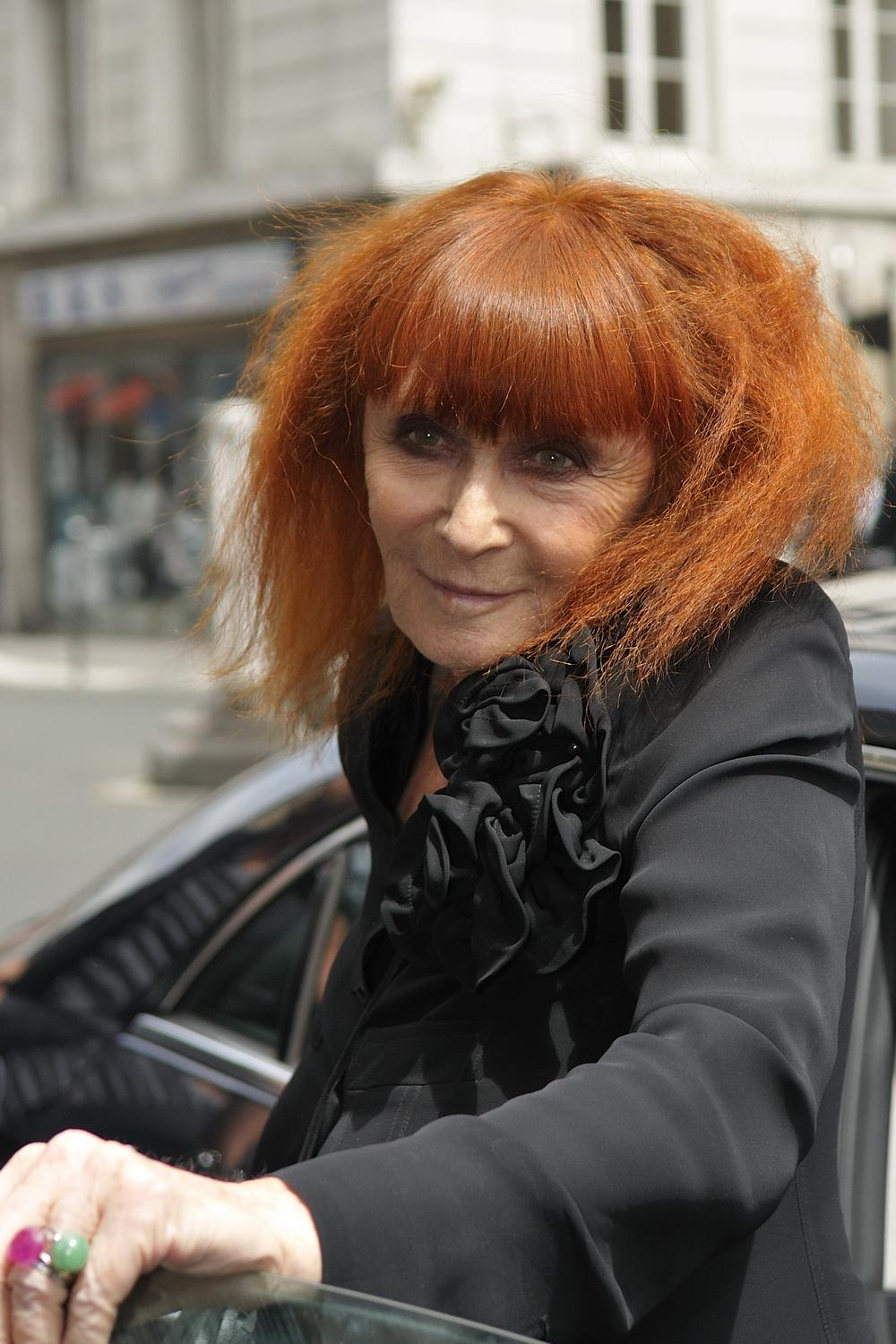
2009년 모습

소니아 리키엘(Sonia Rykiel, 프랑스어 발음: [sɔn.ja ʁi.kjɛl], 1930년 5월 25일 – 2016년 8월 25일)은 프랑스 패션 디자이너이자 작가였다. 프랑스 엘르 잡지의 표지에 등장한 푸어 보이 스웨터(Poor Boy Sweater)를 만들었다. 그녀의 니트웨어 디자인과 새로운 패션 기술로 인해 그녀는 "니트의 여왕"으로 불렸다. "소니아리키엘"(Sonia Rykiel) 브랜드는 1968년 첫 번째 매장을 오픈하면서 의류, 액세서리, 향수를 만드는 브랜드로 설립되었다. 리키엘은 작가이기도 했고, 그녀의 첫 번째 책은 1979년에 출판되었다. 2012년에 리키엘은 자신이 파킨슨병을 앓고 있다고 밝혔다. 그녀는 2016년 8월 25일 질병 합병증으로 사망했다.